# Maria Teresa di Savoia (duchessa)
Maria Teresa di Savoia, nome completo: Maria Teresa Ferdinanda Felicita Gaetana Pia di Savoia (Roma, 19 settembre 1803 – Lucca, 16 luglio 1879), fu una principessa del regno di Sardegna per nascita e duchessa di Lucca e poi duchessa di Parma e Piacenza per matrimonio.

## Biografia

### Giovinezza

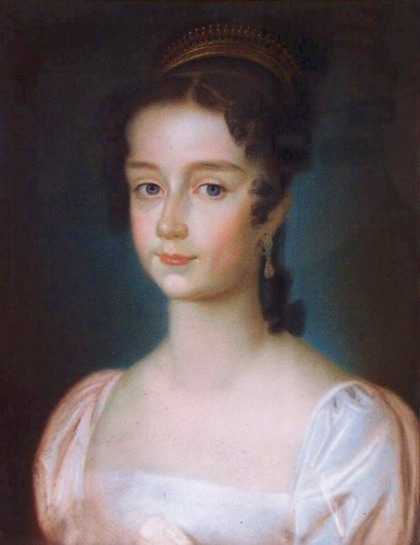
Maria Teresa di Savoia.

Maria Teresa nacque a Roma il 19 settembre 1803, secondogenita di Vittorio Emanuele I di Savoia e della moglie, Maria Teresa d'Austria-Este; apparteneva a Casa Savoia, discendendo però anche dalle dinastia d'Este, Asburgo-Lorena, Borbone e Farnese. Aveva due sorelle, Maria Beatrice, Maria Cristina e una gemelle Maria Anna. Le due gemelle furono battezzate da Papa Pio VII. La famiglia Savoia, allora sovrani del Regno di Sardegna, si era rifugiata a Roma in seguito all'invasione francese. Nel 1806, con l'ulteriore avanzata napoleonica in Italia, Vittorio Emanuele decise di lasciare lo Stato Pontificio così da trasferirsi a Cagliari, nel Palazzo Reale.
In Sardegna, Maria Teresa ricevette la prima educazione da una governante e dal curato Terzi. La madre Maria Teresa d’Asburgo-Este era profondamente religiosa, in casa aveva anche l’esempio cristiano dello zio Carlo Emanuele IV, anch’egli in esilio, e della moglie, la venerabile Maria Clotilde di Borbone. La stessa Maria Teresa fu molto religiosa e, in seguito a una grave malattia, concepì il desiderio di diventare monaca senza però mai renderlo noto per timore della reazione della madre. Ricevette la sua prima comunione nella Cattedrale di Cagliari e la cresima a Palazzo reale, dal Vescovo Navoni di Iglesias. Nel maggio 1814 il padre Vittorio Emanuele I, a seguito della Restaurazione, riacquistò il trono sabaudo, così nell’agosto 1815 la moglie e le figlie lasciarono la Sardegna, approdando prima a Genova e recandosi dopo a Torino. Tra i primi atti ufficiali, andarono a ringraziare la Vergine Consolata nel suo antico santuario. Il 19 maggio 1815 venne a Torino Pio VII e ci fu un’Ostensione della Sindone alla presenza di tutta la famiglia.

### Matrimonio

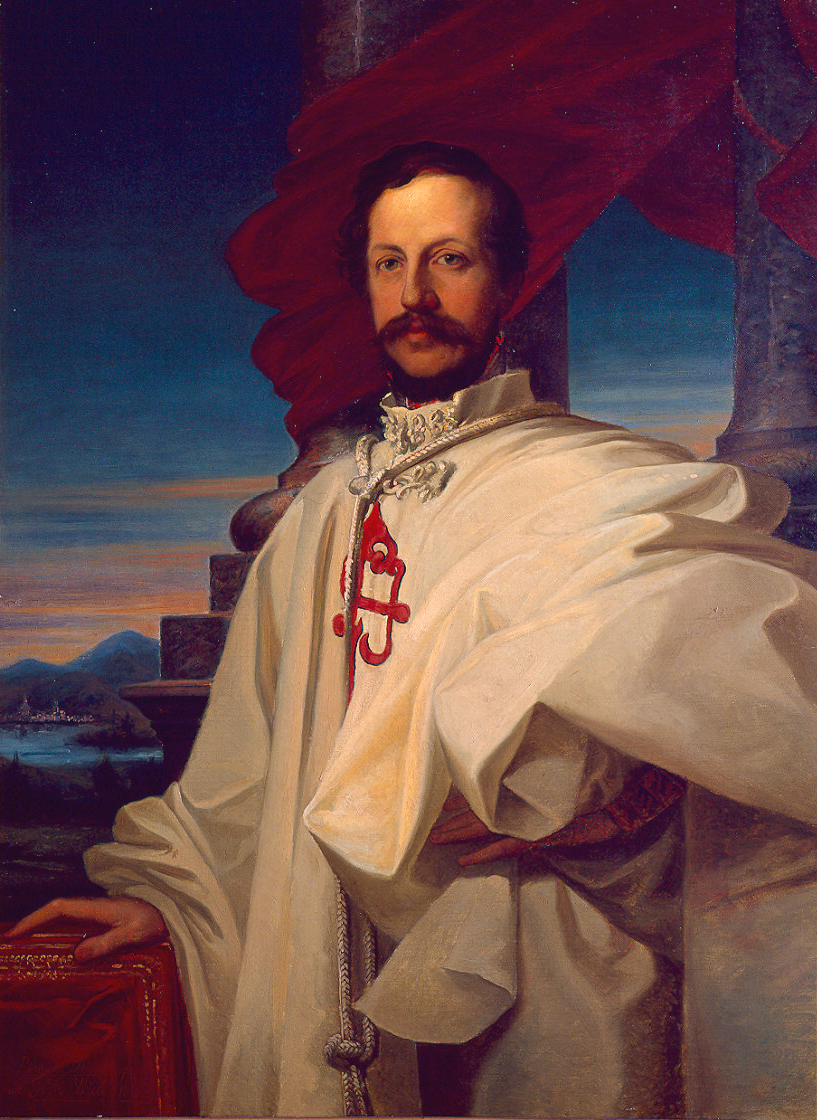
Carlo Ludovico di Lucca.

Nel 1819, Maria Teresa si fidanzò con Carlo Ludovico di Lucca, a cui era promessa fin da quando era bambina; il futuro sposo era figlio di Ludovico I, re d'Etruria, stato monarchico creato da Napoleone, e di Maria Luisa di Borbone-Spagna, duchessa sovrana di Lucca, discendendo così dai Duchi di Parma e dai Re di Spagna. Le nozze furono celebrate per procura a Torino il 15 agosto 1820, subito dopo Maria Teresa si mise in viaggio per Viareggio, dove incontrò il marito col quale giunse a Lucca il 7 settembre. La coppia ebbe due figli:
- Luisa (1821 - 1823)
- Carlo (1823 - 1854)

Maria Teresa era divenuta così Principessa ereditaria di Lucca; a corte fu oggetto di restrizioni, dovuto all'autoritarismo e la possessività della suocera, che la relegò a un ruolo marginale. Subito dopo il matrimonio, si manifestarono le profonde differenze caratteriali, soprattutto in tema di religione. Nell'agosto 1821 nacque la prima figlia, Luisa, amatissima dalla nonna Maria Luisa, che la sottrasse alle attenzioni della madre per prendersene cura direttamente. 
Con il Natale 1821, Maria Teresa seguì Carlo Ludovico a Roma, dove all'inizio del 1822 si aggregò al Terz’ordine Domenicano romano (per tutta la vita fu sempre munifica verso i poveri). Nel maggio dello stesso anno partì per Napoli e in giugno fu di nuovo a Roma, per poi tornare a Lucca in inverno. L’8 settembre 1823 perse, dopo sette giorni di malattia, la figlia Luisa.

### Duchessa di Lucca
Il 13 marzo 1824, la Duchessa Maria Luisa morì e così Carlo Ludovico gli successe come nuovo Duca di Lucca e Maria Teresa come Duchessa consorte. A Natale 1825, si recò a Roma per assistere alle cerimonie dell’anno santo, per poi raggiungere Napoli nel gennaio 1826. Maria Teresa, tornata a Lucca, volle passare l'estate a Bagni, dove però fu colpita da una grave malattia nervosa, causata dai comportamenti indifferenti di Carlo Ludovico nei suoi confronti, e delle possibili relazioni extraconiugali del Duca di Lucca.
Una volta guarita, si recò a Roma col marito, il quale però andò in Germania da solo. Ritornata a Lucca, i Duchi si recarono a Dresda in visita ad alcuni parenti, per poi giungere a Vienna dalla nonna materna, Maria Beatrice d'Este, duchessa di Massa e Carrara. Solo nel 1829, alla morte della nonna, fece ritorno a Lucca, da dove nel 1832 partì con Carlo Ludovico per Torino, Vienna, Praga ed infine Germania. Stabilitasi infine a Vienna nel Palazzo Kinsky, mentre il duca proseguiva senza di lei i suoi viaggi per l’Europa; nel 1833 andò con la famiglia a Praga per sfuggire a un’epidemia di colera. Di nuovo in Austria, la raggiunsero le voci di una conversione del marito al protestantesimo, che provocarono in lei grande sofferenza. Tornò a Lucca con la corte nell’agosto 1833 e, stanca di viaggiare e del trattamento riservatole dal marito, non volle più lasciare l’Italia e si stabilì nella Villa Borbone delle Pianore, mentre il Duca si recava in Germania e a Vienna con il figlio, sulla cui educazione Maria Teresa non poté avere alcuna influenza. Nel 1838 si recò a Vienna assieme al marito, per assistere all'Incoronazione della sorella Marianna e del marito, Ferdinando I d'Austria. I Duchi viaggiarono, com’era divenuta consuetudine, in vetture separate. Tornata a Pianore, si trasferì nella Villa Maria Teresa, costruita per lei, nel 1847. In settembre, a causa dei moti rivoluzionari, si rifugiò a Massa, ma, per l’incalzare degli eventi, dovette recarsi a Genova, dove fu accolta da Carlo Alberto di Savoia, suo lontano cugino.

### Duchessa di Parma e Piacenza

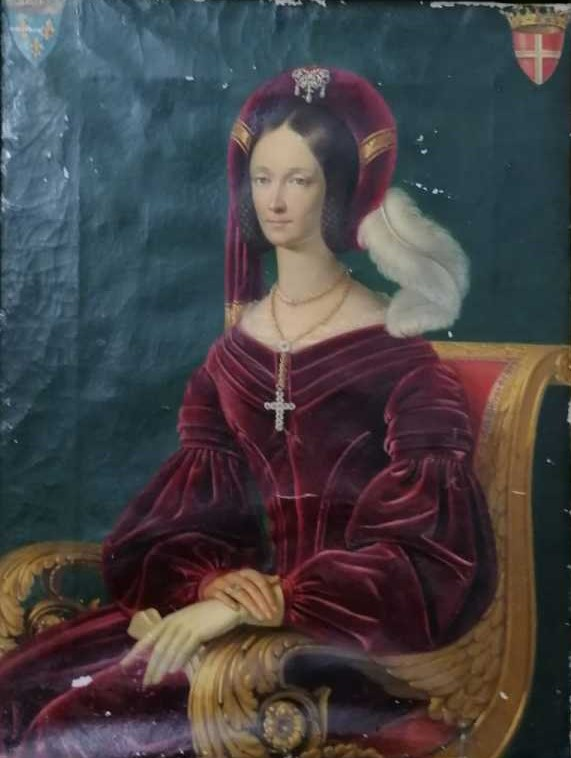
Maria Teresa, duchessa di Lucca e poi Parma e Piacenza.

Il 17 dicembre 1847 Maria Luisa d'Asburgo, duchessa di Parma morì e di conseguenza si attuarono le clausole del Trattato di Firenze, siglato nel 1844: tale carta prevedeva che il Granducato di Toscana annettesse il Ducato di Lucca e che il trono di Parma ritornasse ai Borbone-Parma il cui discendente era Carlo Ludovico, marito di Maria Teresa. L'ex Duca di Lucca ascese come Carlo II di Parma e Maria Teresa divenne Duchessa consorte di Parma e Piacenza. I nuovi sovrani giunsero a Parma nel marzo 1848, poco prima però che il nuovo Duca fosse costretto dai moti rivoluzionari, a cedere il potere a un governo provvisorio che presto, impose a Carlo e Maria Teresa di lasciare la città. 
Fu nuovamente accolta, allora, dal re Carlo Alberto che le assegnò come residenza Villa della Regina, sulle colline torinesi, dove Maria Teresa restò fino al 28 agosto 1849, quando si trasferì a Massa. Tornata a Lucca in dicembre, mentre il marito continuava i suoi viaggi per l’Europa, la Duchessa si ritirò a Villa di Pianore. 

### Morte

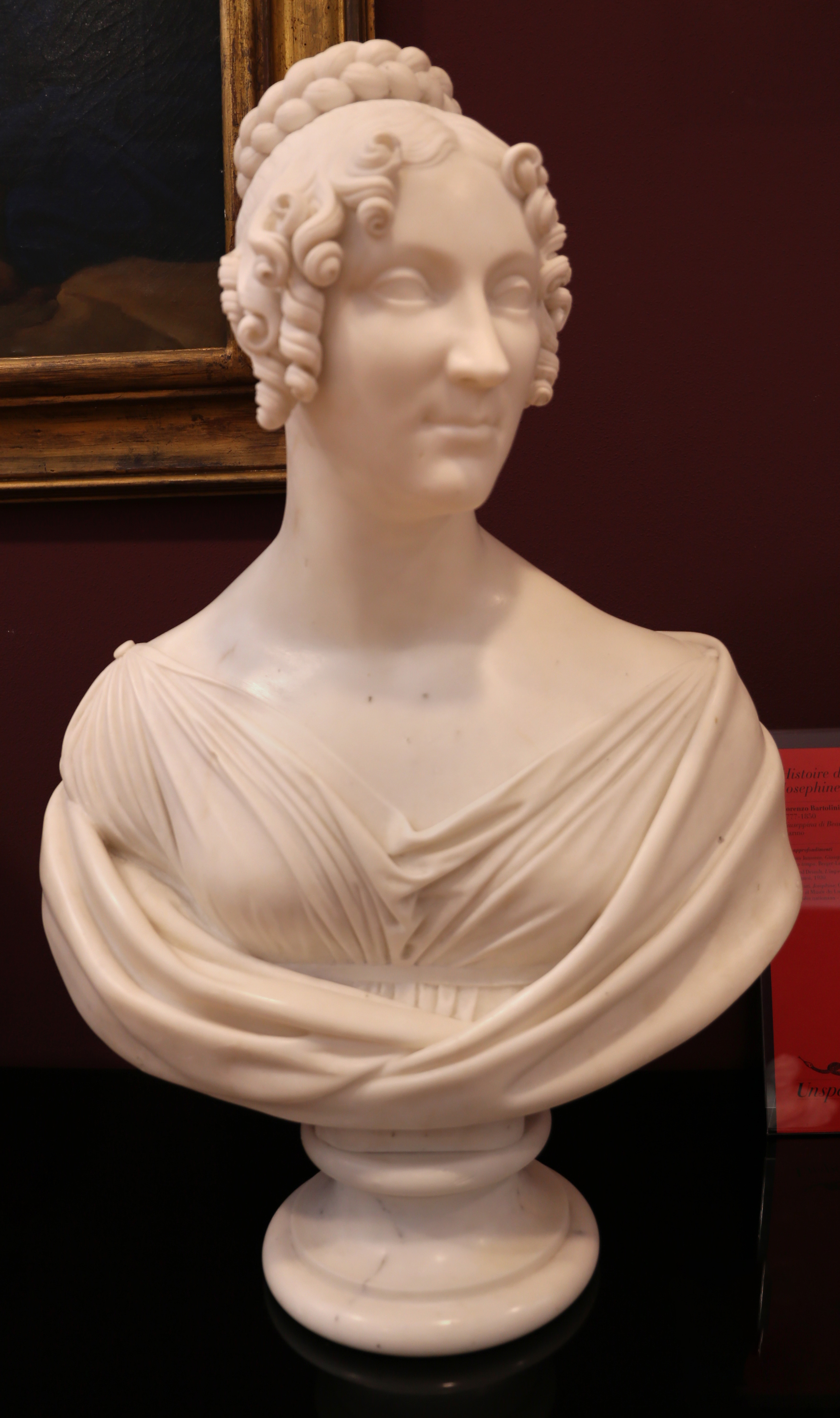
Busto di Maria Teresa.

Nel 1854 morì in un attentato il figlio Carlo, succeduto al padre come Duca di Parma, dopo l'abdicazione di quest'ultimo avvenuta nel 1849. Nel 1855 Maria Teresa scrisse le sue memorie, indirizzandole al domenicano Milioni, suo confessore. Nel 1857, nel convento delle domenicane di Lucca, volle incontrare segretamente Pio IX, in visita alla città. Trasferitasi definitivamente nel 1866 nella Villa di San Martino in Vignale, Maria Teresa vi morì il 16 luglio 1879. Dopo i funerali, celebrati nella Cattedrale di Lucca, fu sepolta a Roma, nella Cappella dei domenicani al Verano, della quale aveva finanziato la costruzione.

## Ascendenza
|                                 |                       |                                        | Genitori                                        |  |  | Nonni |  |  | Bisnonni                     |  |  | Trisnonni                    |  |
|                                 |                       |                                        |                                                 |  |  |       |  |  | Carlo Emanuele III di Savoia |  |  | Vittorio Amedeo II di Savoia |  |
|                                 |                       |                                        |                                                 |  |  |       |  |  | Carlo Emanuele III di Savoia |  |  | Vittorio Amedeo II di Savoia |  |
|                                 |                       | Anna Maria di Borbone-Orléans          |                                                 |  |  |       |  |  | Carlo Emanuele III di Savoia |  |  |                              |  |
| Vittorio Amedeo III di Savoia   |                       |                                        |                                                 |  |  |       |  |  | Carlo Emanuele III di Savoia |  |  |                              |  |
|                                 |                       | Polissena d'Assia-Rheinfels-Rotenburg  | Ernesto Leopoldo d'Assia-Rheinfels-Rotenburg    |  |  |       |  |  |                              |  |  |                              |  |
|                                 |                       | Polissena d'Assia-Rheinfels-Rotenburg  | Ernesto Leopoldo d'Assia-Rheinfels-Rotenburg    |  |  |       |  |  |                              |  |  |                              |  |
|                                 |                       | Polissena d'Assia-Rheinfels-Rotenburg  | Eleonora Maria di Löwenstein-Wertheim-Rochefort |  |  |       |  |  |                              |  |  |                              |  |
| Vittorio Emanuele I di Savoia   |                       | Polissena d'Assia-Rheinfels-Rotenburg  |                                                 |  |  |       |  |  |                              |  |  |                              |  |
|                                 |                       | Filippo V di Spagna                    | Luigi, il Gran Delfino                          |  |  |       |  |  |                              |  |  |                              |  |
|                                 |                       | Filippo V di Spagna                    | Luigi, il Gran Delfino                          |  |  |       |  |  |                              |  |  |                              |  |
|                                 |                       | Filippo V di Spagna                    | Maria Anna Vittoria di Baviera                  |  |  |       |  |  |                              |  |  |                              |  |
| Maria Antonia di Borbone-Spagna |                       | Filippo V di Spagna                    |                                                 |  |  |       |  |  |                              |  |  |                              |  |
|                                 |                       | Elisabetta Farnese                     | Odoardo II Farnese                              |  |  |       |  |  |                              |  |  |                              |  |
|                                 |                       | Elisabetta Farnese                     | Odoardo II Farnese                              |  |  |       |  |  |                              |  |  |                              |  |
|                                 |                       | Elisabetta Farnese                     | Dorotea Sofia di Neuburg                        |  |  |       |  |  |                              |  |  |                              |  |
| Maria Teresa di Savoia          |                       | Elisabetta Farnese                     |                                                 |  |  |       |  |  |                              |  |  |                              |  |
|                                 | Francesco I di Lorena | Leopoldo di Lorena                     |                                                 |  |  |       |  |  |                              |  |  |                              |  |
|                                 | Francesco I di Lorena | Leopoldo di Lorena                     |                                                 |  |  |       |  |  |                              |  |  |                              |  |
|                                 | Francesco I di Lorena | Elisabetta Carlotta di Borbone-Orléans |                                                 |  |  |       |  |  |                              |  |  |                              |  |
| Ferdinando d'Asburgo-Este       | Francesco I di Lorena |                                        |                                                 |  |  |       |  |  |                              |  |  |                              |  |
|                                 |                       | Maria Teresa d'Austria                 | Carlo VI d'Asburgo                              |  |  |       |  |  |                              |  |  |                              |  |
|                                 |                       | Maria Teresa d'Austria                 | Carlo VI d'Asburgo                              |  |  |       |  |  |                              |  |  |                              |  |
|                                 |                       | Maria Teresa d'Austria                 | Elisabetta Cristina di Brunswick-Wolfenbüttel   |  |  |       |  |  |                              |  |  |                              |  |
| Maria Teresa d'Asburgo-Este     |                       | Maria Teresa d'Austria                 |                                                 |  |  |       |  |  |                              |  |  |                              |  |
|                                 |                       | Ercole III d'Este                      | Francesco III d'Este                            |  |  |       |  |  |                              |  |  |                              |  |
|                                 |                       | Ercole III d'Este                      | Francesco III d'Este                            |  |  |       |  |  |                              |  |  |                              |  |
|                                 |                       | Ercole III d'Este                      | Carlotta Aglae di Borbone-Orléans               |  |  |       |  |  |                              |  |  |                              |  |
| Maria Beatrice d'Este           |                       | Ercole III d'Este                      |                                                 |  |  |       |  |  |                              |  |  |                              |  |
|                                 |                       | Maria Teresa Cybo-Malaspina            | Alderano I Cybo-Malaspina                       |  |  |       |  |  |                              |  |  |                              |  |
|                                 |                       | Maria Teresa Cybo-Malaspina            | Alderano I Cybo-Malaspina                       |  |  |       |  |  |                              |  |  |                              |  |
|                                 |                       | Maria Teresa Cybo-Malaspina            | Ricciarda Gonzaga                               |  |  |       |  |  |                              |  |  |                              |  |
|                                 |                       | Maria Teresa Cybo-Malaspina            |                                                 |  |  |       |  |  |                              |  |  |                              |  |